# Freiraumschutz
Freiraumschutz ist ein relativ neuer landesplanerischer Begriff (nicht landschaftsplanerisch), der erst in den 1970er Jahren im Zusammenhang mit der umweltpolitischen Neuorientierung der Raumordnung auftaucht. Ihm entspricht ein spezifischer Begriff des Freiraums im Sinne des Raumordnungsgesetzes, der deutlich vom Begriff des Freiraums in der Freiraum- und Landschaftsplanung abweicht. Er bezeichnet die unbebauten und unversiegelten Flächen innerhalb des Siedlungsraums. Der Freiraumschutz bezieht sich auf die überörtliche Verteilung von Raumfunktionen und Nutzungen und kann daher funktional differenziert werden:
- Freiraumschutz dient dem Naturschutz, dem es darum geht die Funktionsfähigkeit des ökologischen Systems zu sichern.
- Freiraumschutz dient aber auch der naturnahen Raumnutzung, die mit der Grundfunktion des Freiraums überwiegend verträglich ist (z. B. Land- und Forstwirtschaft, Fischerei)
- Freiraumschutz bedeutet weiterhin den Schutz von Freiraum für eine menschenwürdige Stadt. Damit geht der Freiraumschutz, entgegen dem Naturschutz in der Landschaftsplanung, über den Schutz der natürlichen Lebensgrundlagen und der Gestaltung des Orts- und Landschaftsbildes hinaus, indem er auch die sozialen und kulturellen Bedürfnisse an Freiraum umfasst. Er ist damit also nicht zwangsläufig auf Bereiche beschränkt ist, die durch Vegetation bestimmt sind.

Die Aufgabe des Freiraumschutzes setzt, aufgrund der Mehrdeutigkeit des Begriffes, schon eine Abwägung über die einzelnen Schutzgüter voraus.

## Typen des Freiraumschutzes
- quantitativer Freiraumschutz = Erhaltung des Anteils freien Raumes am Gesamtraum
- struktureller Freiraumschutz = Erhaltung von genügend großen und damit funktionsfähigen Freiraumanteilen (keine Zerschneidung und Zerstückelung)
- qualitativer Freiraumschutz  = Verbesserung und Entwicklung von Freiraumfunktionen